# شن‌های روان
شن‌های روان (به انگلیسی: The Shifting Sands) جلد چهارم مجموعهٔ هشت جلدی «در جستجوی دلتورا»، اثر امیلی رودا(جنیفر روو) نویسنده استرالیایی است.